# Samuel Naumbourg
Samuel Naumbourg (15 mars 1817, Dennenlohe, Bavière-1er mai 1880, Saint-Mandé, alors département de la Seine) est un compositeur français juif d'origine bavaroise.

## Éléments biographiques
Samuel Naumbourg est né le 15 mars 1817 à Dennenlohe, en Bavière.
Il est un compositeur, chef de chœur, chanteur de synagogue et musicologue français juif d'origine allemande.Issu d’une lignée de chantres célèbres, il a réformé la musique de synagogue.
Il étudie le chant et la composition à Munich et fait partie du chœur de la nouvelle communauté de cette ville. Pionnier en ethnomusicologie, il commence à recueillir et noter une part importante de la tradition orale ashkénaze d’Allemagne du Sud.
Entre 1838 et 1845, il dirige les Chœurs synagogaux des communautés de Strasbourg et de Besançon,
En 1845, il se présente au poste de ministre officiant (hazzan) au temple consistorial Synagogue Nazareth de Paris, et y est engagé sur avis favorable de Fromental Halévy.Samuel Naumbourg veut redonner au service divin la pompe qu’il mérite. A cet effet, il poursuit la réforme entreprise quelques années plus tôt par Israël Lovy (1773-1852) en recréant un chœur qu’il dirige avec succès durant plusieurs décennies, et pour lequel il compose de nouvelles pièces.
Entre 1847 et 1874, Naumbourg publie quatre recueils de musique synagogale principalement pour solistes, chœur, avec parfois accompagnement d’une harpe, d’un piano ou d’un orgue (Zemirot Israel, Chants Religieux des Israélites, vol. I-II, 1847 ; Zemirot Israel, Chants Religieux des Israélites, vol. III, 1857 ; Chirei Kodech, nouveau recueil religieux à l’usage du culte israélite, 1864 ; Agoudat chirim, Recueil de Chants religieux et Populaires des Israélites, 1874). Ses recueils contiennent principalement ses propres compositions, mais également des arrangements d’airs traditionnels et quelques morceaux d’autres compositeurs (Lovy, Fromental Halévy, Alkan …)
En 1860, Naumbourg est nommé professeur de chant liturgique au Séminaire israélite de France.Parmi ses élèves, on trouve le futur Grand-rabbin Moïse Schuhl. En 1865, à la suite du décès du hazan Isaac David, il devient premier ministre officiant. Il occupera ce poste jusqu’à l’été 1878 où une grave maladie le maintiendra écarté de la synagogue jusqu’à sa mort, dix-huit mois plus tard, le 1er mai 1880 à Saint-Mandé. Samuel Naumbourg est enterré au Cimetière Parisien du Sud-Montparnasse. Il laisse à la postérité quatre importants recueils de musique synagogale composés entre 1847 et 1874, principalement pour solistes, chœur, avec parfois accompagnement d’une harpe, d’un piano ou d’un orgue.
Il s'associe avec le compositeur français Jacques Halévy.
A ce titre, Naumbourg peut être considéré comme l’un des précurseurs de la réforme du culte consistorial français.

## Œuvres
- Chants Liturgiques des Grandes Fêtes. Paris, 1847.
- Zemirot Yisrael. Paris, 1864.
- Aguddat Shirim. Paris, 1874.
- Shir ha-shirim Asher li-Shelomoh[4],[5]. Paris, 1877. avec un essai sur la vie et l'œuvre de Salomone Rossi, dédié au Baron Edmond de Rothschild, qui découvre des chants de Rossi et qui encourage Naumbourg à faire connaïtre ces œuvres.

## Enregistrements
- (en) Naumbourg. Zamr'ou: The Jewish Choral Music Database
- Samuel Naumbourg. Classics on line.
- Samuel Naumbourg. Hymnary.
- Seu Shearim: The Jerusalem Cantors Choir. Composer: Samuel Naumbourg.

## Honneurs
Il est nommé peu de temps avant son décès Officier d'Académie.